# Chelo Loureiro Vilarelle
Chelo Loureiro Vilarelle (Ferrol, 16 d'abril de 1958) és una productora i directora cinematogràfica gallega especialitzada en cinema d'animació. Va fundar la productora Abano Producións el 2007 i ha estat guanyadora de dos premis Goya. És activista pel reconeixement de les dones dins del camp audiovisual.

## Trajectòria
Loureiro va néixer a Ferrol, ciutat en la que es va formar i va viure durant gran part de la seva vida. Encara que des de la infància les seves inquietuds van ser artístiques, el fet d'educar-se en una ciutat on la indústria naval tenia indubtable pes en el pla laboral, la va portar a adquirir una formació tècnica. Això li va possibilitar presentar-se a les primeres oposicions convocades per la drassana Empresa Nacional Bazán per incorporar-se a la seva oficina tècnica, convertint-se en la primera dona que va treballar en el departament de maquinària, l'any 1981.
Després de l'ingrés en la Unió Europea en 1985, Espanya va començar una reconversió naval en la que el govern espanyol va negociar la producció del que podria fabricar-se en cada drassana pública. En el cas de Bazán solament es fabricarien vaixells per l'Armada i aquest fet va fer que Loureiro es qüestionés si aquest era el treball que voldria exercir com a professional. Finalment, va decidir abandonar la drassana i començar estudis de cinema i televisió. En 1987, va començar a treballar en l'empresa editora del periòdic La Voz de Galicia, al departament d'Art.

### Galería Sargadelos
En 1990, Loureiro va ser nomenada gerent de la Galeria Sargadelos de Ferrol on va desenvolupar una intensa activitat cultural entre exposicions d'arts plàstiques, activitats literàries, concerts… arribant a convertir-se en un referent de la vida artística, cultural i social de la ciutat i de la comarca fins al seu tancament en 2016.
Per a mantenir la intensa activitat cultural gratuïta, i atès que aquesta empresa no rebia cap ajuda pública per realitzar-les, va buscar finançament a través de la fabricació de peces especials de Sargadelos. En la seva cerca per nous clients va aconseguir convèncer a l'empresa cervesera Hijos de Rivera, fabricador de la cervesa Estrella de Galícia, perquè encarreguessin una nova columna de cervesa a l'artista Isaac Díaz Pardo, fundador de l'empresa Sargadelos al costat de Luís Seoane, dues dels més importants artistes plàstics i intel·lectuals gallecs del segle xx. La figura dissenyada per Díaz Pardo amb forma d'esfinx es va convertir en una icona de la cervesera Estrella de Galícia, així com en la peça amb major nombre d'unitats fabricada en Sargadelos i present en totes les empreses restauradores de Galícia i en aquelles ciutats de la resta del país que la tenen en la seva carta.

### Sector comunicació
Posteriorment, Loureiro es va especialitzar en la gestió d'empreses del sector de la comunicació. En 1997, va rebre la trucada de Juan Ramón Díaz, qui fora el seu director en La Voz de Galicia, i que havia passat a dirigir l'Editorial La Capital, editora del diari El Ideal Gallego. Li va proposar ser gerent d'una delegació d'aquest periòdic a la ciutat de Ferrol. El projecte que li van presentar no li va semblar prou atractiu per a la ciutat com per a poder competir amb l'altre periòdic amb delegació pròpia a Ferrol, La Voz de Galicia, proposant un projecte de capçalera local pròpia i independent de El Ideal Gallego, amb una plantilla de periodistes, administratius, comercials i personal de repartiment independent de la seva matriu a La Corunya. Va ser una aposta molt més arriscada des del punt de vista econòmic per l'alta inversió que requeriria el seu finançament, però més viable des de la seva perspectiva atès que Ferrol era l'única ciutat gallega que no comptava amb una capçalera pròpia i estava sent demandada per la seva població des de feia anys, per la qual cosa va elaborar i va presentar un pla de negoci que amortitzaria la inversió en cinc anys.
La seva forta convicció, capacitat de treball i coneixement de la seva ciutat van ser els arguments que van convèncer a inversors i en 1998es va fundar el Diario de Ferrol sota la seva gerència i amb el periodista local Germán Castroen la direcció d'una redacció de periodistes locals compromesos que van aconseguir fer viable el projecte fins al punt d'aconseguir els objectius al cap de tres anys. Després de posar en marxa el suplement cultural dominical Nordesía i el Foro Ferrol Futuro, va decidir abandonar aquesta empresa el 2002.

### Producció i cinema d'animació
A Loureiro sempre li va agradar l'animació com a expressió artística en reunir la literatura, la pintura i la música per a convertir-les en una obra cinematogràfica, però va arribar a aquest sector per casualitat a través de l'escriptora Ánxela Loureiro, qui estava escrivint un guió per a una pel·lícula d'animació per encàrrec de la productora Lúa Films i que la va contractar com a productora executiva en 2003. A l'any, següent, en 2004, va començar a treballar amb el productor Pancho Casal, director de la productora gallega Continental responsabilitzant-se d'una nova divisióː la producció de projectes d'animació, treball que realitzaria durant alguns anys.
El 2007 Loureiro va decidir fundar la seva pròpia empresa, Abano Producións, iniciant una altra etapa professional amb nombroses produccions, començant amb Els cap de drap al país on sempre brilla el sol (2010). Aquesta pel·lícula va ser la primera experiència del cinema espanyol en animació 3D per al públic infantil. Va ser un projecte nou i arriscat, amb baix pressupost i presentat a la Setmana Internacional de Cinema de Valladolid (SEMINCI) d'aquest mateix any.
O xigante va ser pre-estrenada en 2012 en el Teatre Jofre de Ferrol, un dels escenaris on es desenvolupa la història d'aquest curtmetratge infantil, coproduït amb Portugal, el Brasil i el Regne Unit. El 2014, estrenaren Els Cap de Drap a la Selva de l'Arc de Sant Martí i aquest mateix any produïren Yo Decido, el Tren de la Libertad, amb l'Associació de dones cineastes i de mitjans audiovisuals CIMA. Un any després, realitzaren el documental de Jorge Coira i el grup folk Luar na Lubre, Torre de Breoghán. El 2016, Loureiro va ser la productora executiva de Meigallos i del llargmetratge Migas de pan, de la directora Manane Rodríguez, el mateix any de l'estrena del curtmetratge d'Alberto Vázquez Decorado. En 2017, es va estrenar The neverending wall, dirigida per Silvia Carpizo i recentment, en 2018 Patchwork, dirigit per María Manero.
El 2019 es va estrenar el curtmetratge Carne, dirigit per Camila Kater, produït per Chelo Loureiro (Abano) i Lívia Pérez (Doctela). Des de la seva estrena al festival de Locarno el documental va rebre nombrosos premis i va ser molt ben acollit per la crítica especialista en diferents mitjans, destacant tant les tècniques tan dispars utilitzades, la creativitat i la temàtica. Carne conta a través de les anècdotes de cinc dones les seves experiències i la relació que tenen amb el seu cos.
Chelo Loureiro va començar a gravar el seu primer llargmetratge com a directora, reprenent un projecte que tenia al cap fa temps i amb Abano, produeix al costat de Brandán Álvarez el llargmetratge Valentina realitzat en 2D i 3D destinat al públic infantil entre 4 i 6 anys. La seva òpera prima tenia previst l'estrena al juny de 2021 erò es va ajornar fins al 10 de desembre del mateix any. Abans de l'estrena oficial de Valentina, va ser nominada a la millor pel·lícula d'animació als XXXVI Premis Goya,guardó que va aconseguir al febrer de 2022.

### Col·laboracions i activisme
Loureiro imparteix seminaris i Masterclass de producció d'animació en diferents universitats. El 2010, va ser convocada pel Ministeri de Cultura del Brasil a través de la seva Secretaria do Audiovisual per a col·laborar com a formadora en ANIMA TV, projecte per a la implantació de sèries d'animació brasileres a les cadenes de televisió en obert del Brasil. En 2012, va formar part del comitè d'estímuls a la producció d'animació promoguts per primera vegada en Colòmbia pel Fons Mixt de Promoció Cinematogràfica, Proimágenes Colombia.
Ha format part del jurat en diversos festivals com el Festival Internacional de Cinema de Gijón (FICX50) en la secció inaugurada en 2012 dedicada a l'animació AnimaFICX, entre d'altres.
S'ha compromès en diferents causes com la igualtat entre dones i homes o la defensa de la llengua gallega. Ja en 1996, Loureiro va ser nomenada presidenta del Centro de Estudios Lingua e Empresa (CELE), associació creada amb l'objectiu de construir un fòrum estable per a organitzar congressos, simposis i debats per a contribuir i promocionar l'ús del gallec als mitjans de comunicació, en la publicitat i en les relacions empresarials i mercantils. També va formar part de la Junta directiva d'AGAPI (Asociación Gallega de Productores Independientes), va ser vicepresidenta va portar la vocalia de cinema de la Federació Espanyola d'Associacions de Productores d'Animació (DIBOOS) l'objectiu de la qual pretenia “sumar esforços en favor de la indústria espanyola de producció de dibuixos animats i efectes visuals".
Loureiro és també responsable de la internacionalització del Clúster Audiovisual Galego, membre de l'Academia Galega do Audiovisual i de l'Acadèmia del Cinema Català, així com directiva de l'Acadèmia de les Arts i les Ciències Cinematogràfiques d'Espanya (AACCE).
A l'estiu de 2014 es va estrenar el documental Yo decido. El tren de la libertad, en el que Loureiro va participar al costat de gairebé un centenar de cineastes. L'origen del documental va néixer després de la mobilització d'un petit grup de dones asturianes com a reacció a l'avantprojecte de llei per restringir el dret a l'avortament plantejat pel govern del Partit Popular. Milers de persones de tot el país es van mobilitzar amb tren fins a Madrid ajuntant-se en una multitudinària manifestació arribant fins i tot a altres capitals del món. Els testimoniatges d'aquestes persones van ser recollits per les cineastes que es van sumar a la iniciativa. Loureiro com a delegada del col·lectiu de dones cineastes CIMA a Galícia va poder constatar les dificultats que van tenir per a disposar d'espais en algunes poblacions gallegues i projectar el documental.

## Associació de dones cineastes i de mitjans audiovisuals CIMA
Chelo Loureiro pertany a CIMA la motivació del qual és fomentar una presència equitativa de les dones en la creació i en els mitjans audiovisuals, per a aconseguir una societat més igualitària i diversa. Va ser delegada de CIMA a Galícia i és membre de la Junta Directiva d'aquesta associació que porta anys lluitant per la visibilitat de les dones professionals de l'audiovisual, sector professional en el que els percentatges de dones en llocs de responsabilitat són dramàticament inferiors al dels homes, així com del compliment de la llei d'Igualtat a tota mena d'observatoris, fòrums o festivals.
Va formar part de la primera trobada de productores de cinema que va tenir lloc a Valladolid, coincidint amb la SEMINCI de 2018. El propòsit de les reunions mantingudes va ser analitzar la situació del sector (representat solament per un 28% de dones) per a establir un full de ruta encaminat a la reducció de la desigualtat existent. Entre les reivindicacions es marcarenː l'establiment d'un sistema de quota progressiva per als projectes liderats per dones i l'exigència del compliment de la llei d'igualtat amb la garantia de sanció pel seu incompliment. Com va apuntar Loureiro “Només que es complís la llei d'igualtat, tindríem molt avançat”. A més, es van comprometre per a treballar en l'eliminació de la bretxa salarial entre homes i dones i avançar en mesures de conciliació.

## Reconeixements
Loureiro ha estat nominada sis vegades als Premis Goya que concedeix anualment l'Acadèmia de les Arts i les Ciències Cinematogràfiques d'Espanya (AACCE). La seva primera nominació va ser a Millor Pel·lícula d'Animació, en 2006 amb De Profundis. Un any després, va ser nominada al Millor Curt d'Animació amb La flor más grande del mundo. El 2010, Els cap de drap al país on sempre brilla el sol, va competir en la categoria de Millor Pel·lícula d'Animació. En 2014, el seu curt O Xigante va estar nominat en la categoria Millor Curtmetratge d'Animació i, un any després, en 2015, Els Cap de Drap a la Selva de l'Arc de Sant Martí va ser nominada a Millor Pel·lícula d'Animació. En 2017, Loureiro va guanyar un Premi Goya al Millor Curt Animat per l'obra Decorado.
L'ajuntament de Ferrol li va atorgar el guardó com Ferrolana de l'Any 2017, el 8 de març Dia Internacional de la Dona. La celebració es va acompanyar de vídeos dedicats a la guardonada i actuacions musicals d'artistes com María Manuela i Pilocha. Loureiro va assenyalar "la poca presència de les dones en l'audiovisual, però destacant com una cosa excepcional que el 80 per cent de les productores a Galícia són dones".

Posteriorment, al març de 2018, va rebre el Premi Mestre Mateo pel curt d'animació The Neverending Wall. A l'abril del mateix any, l'associació cultural Arela li va lliurar el premi Pedigree 2018 en el Festival de Cans de curtmetratges que se celebra en O Porriño, en reconeixement de la seva aposta pels nous talents, el seu treball continu en el desenvolupament del cinema d'animació i la seva veu crítica en la lluita per la visibilitat de les dones en l'audiovisual, a través de CIMA. Posteriorment, al maig, va rebre la menció honorífica del Festival Primavera do cinema de Vigo per la seva trajectòria professional i per la seva lluita per la igualtat de les dones.
| «                | Penso que a miña formación técnica axudoume moito a entender o mundo económico (en mans d'homes) e falar o seu idioma para conseguir financiar os proxectos nos que creo, e con isto consigo ademais participar en ambas partes (creativa e financeira) e desfrutar do meu traballo sempre. | Penso que la meva formació tècnica em va ajudar molt a entendre el món econòmic (en mans d'homes) i parlar el seu idioma per a aconseguir finançar els projectes en els quals crec, i amb tot això amb si a més participar en totes dues parts (creativa i financera) i gaudir sempre del meu treball. | » |
| — Chelo Loureiro | | |   |

El 2018, Loureiro també va participar en el Festival d'Animació, Videojocs i Còmic, a Mèxic, convidada per Pixelatl per debatre sobre el treball de les dones productores a Espanya. El festival és la principal trobada de vinculació entre creadors mexicans i les indústries globals de l'animació, el còmic i els videojocs.

## Produccions
Com a productora executiva ha portat la producció de les següents películasː

### Llargmetratges d'animació
- De Profundis (2006), dirigida per Miguelanxo Prado.
- La Crisis carnívora (2008), dirigida per Pedro Rivero
- Els cap de drap al país on sempre brilla el sol (2010), dirigida per Àlex Colls.
- Els Cap de Drap a la Selva de l'Arc de Sant Martí (2010), dirigida per Àlex Colls.
- Brujerías, (2016), dirigida per Virginia Curiá.
- Valentina, (2021), dirigida per Chelo Loureiro.[57]

Sèries de televisió
- Y por qué?(2008), dirigida per Virginia Curiá i Tomás Conde. 52 capítols de 1’.
- La tropa de trapo (2010), dirigida per Àlex Colls. Animación en 3D. Sèrie de 52 capítols de 7' de duració cadascun.

### Curtmetratges d'animació
- La flor más grande del mundo (2010), dirigida per Juan Pablo Etcheverry.
- O Soldadiño de Chumbo (2007), dirigido per Virginia Curiá i Tomás Conde.
- O xigante (2010), dirigida per Julio Vanzeler i Luís da Matta.
- Decorado (2016), dirigida per Alberto Vázquez.[38]
- The neverending wall (2017), dirigida per Silvia Carpizo.
- Patchwork,(2018), dirigit per María Manero.

### Llargmetratge de ficció
- Migas de pan (2016), dirigida per Manane Rodríguez.

### Llargmetratges documentals
- Sueños desde el Abismo (2006), dirigida per Sandra Sánchez.
- Yo decido, El tren de la libertad (2014), realitzada per més de 90 cineastes.
- Torre de Breoghán (2015), dirigida per Jorge Coira.